# Al-Khaleej Club
Khaleej Football Club, noto anche come Al-Khaleej Club o Al-Khaleej (in arabo نادي الخليج بسيهات‎?, nādī al-khalīj bi-Sayhāt, "Club del Golfo di Sahiat"), è una società calcistica saudita con sede a Saihat. Milita nella Lega saudita professionistica, e gioca le proprie partite casalinghe all'Al-Khaleej Club Stadium, con 8.000 posti a sedere.
Questo club, oltre al calcio, ha anche una squadra di pallavolo, pallacanestro, tennis, ginnastica, atletica, e molti altri sport ancora.

## Storia
La società fu fondata nel 1945, e milita nella Saudi Professional League, massima serie saudita, dalla stagione 2012-2013. Nella stagione 2014-2015 raggiunge la semifinale della Coppa del Principe della Corona saudita per la prima volta nella sua storia (ed anche unica, vista l'abolizione della coppa alcuni anni più tardi).
Nella stagione 2023-2024 raggiunge la semifinale della Coppa del Re dei Campioni.

## Rosa 2024-2025
| N. |                           | Ruolo | Calciatore           |
| -- | ------------------------- | ----- | -------------------- |
| 2  | Arabia Saudita (bandiera) | D     | Omar Al-Oudah        |
| 3  | Arabia Saudita (bandiera) | D     | Mohammed Al-Khabrani |
| 5  | Portogallo (bandiera)     | D     | Pedro Rebocho        |
| 7  | Togo (bandiera)           | C     | Khaled Narey         |
| 8  | Arabia Saudita (bandiera) | C     | Khaled Al-Sumairi    |
| 9  | Egitto (bandiera)         | A     | Mohamed Sherif       |
| 10 | Portogallo (bandiera)     | C     | Fábio Martins        |
| 11 | Arabia Saudita (bandiera) | A     | Abdullah Al-Salem    |
| 14 | Arabia Saudita (bandiera) | D     | Ali Al-Shaafi        |
| 15 | Arabia Saudita (bandiera) | C     | Mansour Hamzi        |
| 17 | Grecia (bandiera)         | C     | Kōstas Fortounīs     |
| 18 | Arabia Saudita (bandiera) | C     | Murad Al-Hawsawi     |

| N. |                                 | Ruolo | Calciatore           |
| -- | ------------------------------- | ----- | -------------------- |
| 19 | Arabia Saudita (bandiera)       | C     | Mohammed Al-Abdullah |
| 20 | Arabia Saudita (bandiera)       | D     | Abdullah Al-Fahad    |
| 21 | Grecia (bandiera)               | C     | Dīmītrios Kourmpelīs |
| 22 | Arabia Saudita (bandiera)       | P     | Raed Ozaybi          |
| 23 | Bosnia ed Erzegovina (bandiera) | P     | Ibrahim Šehić        |
| 25 | Arabia Saudita (bandiera)       | D     | Arif Al-Haydar       |
| 32 | RD del Congo (bandiera)         | D     | Marcel Tisserand     |
| 33 | Arabia Saudita (bandiera)       | D     | Bandar Nasser        |
| 39 | Arabia Saudita (bandiera)       | C     | Saeed Al-Hamsl       |
| 47 | Arabia Saudita (bandiera)       | C     | Saleh Aboulshamat    |
| 66 | Arabia Saudita (bandiera)       | A     | Theyab Absa          |
| 96 | Arabia Saudita (bandiera)       | P     | Marwan Al-Haidari    |

## Palmarès

### Competizioni nazionali
- Campionato saudita di seconda divisione: 2

2005-2006, 2021-2022